# Hanna Maljar

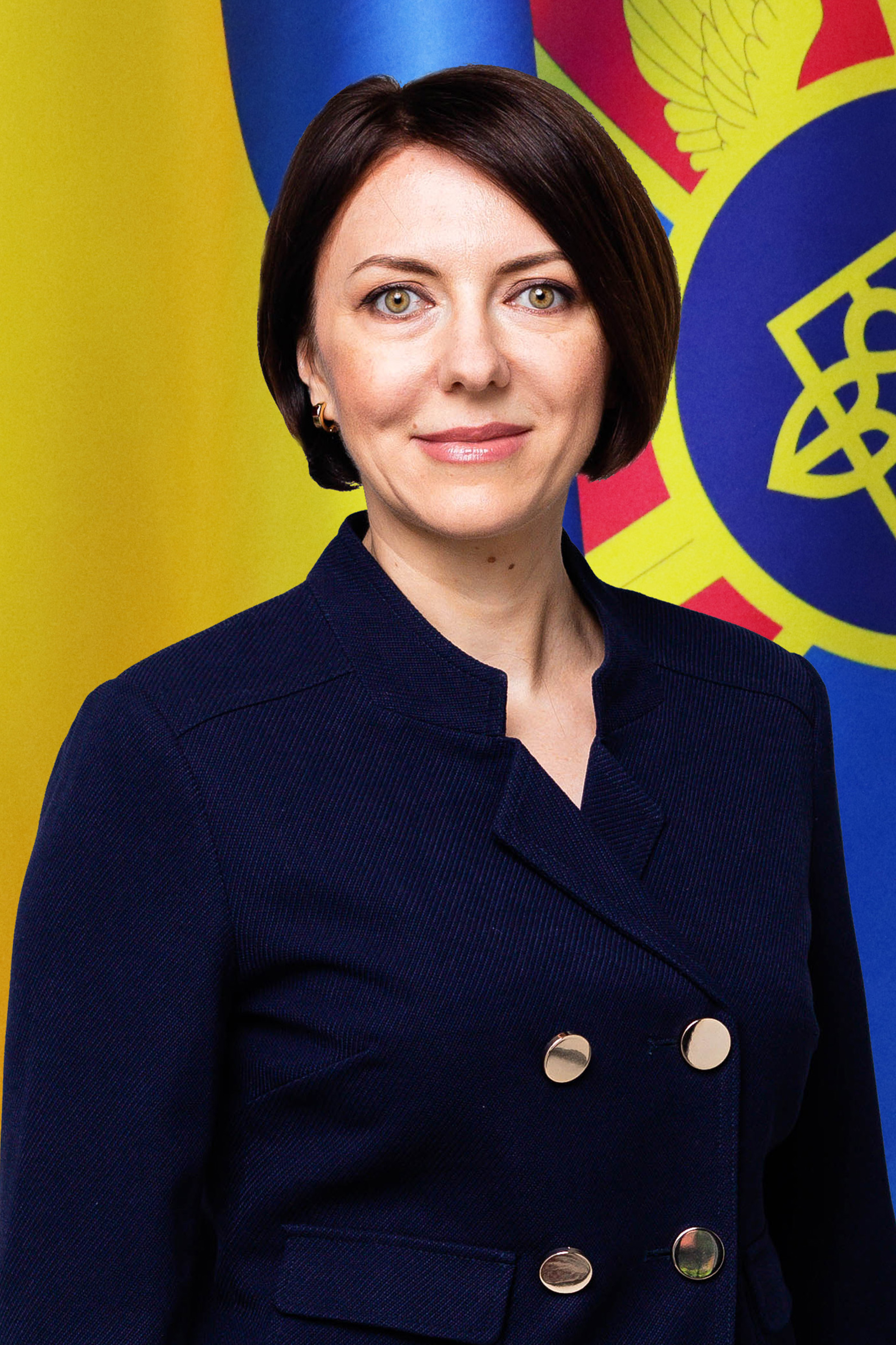
Hanna Maljar (2020)

Hanna Wassyliwna Maljar (ukrainisch Ганна Василівна Маляр; * 28. Juli 1978 in Kiew) ist eine ukrainische Rechtsanwältin und Professorin, die vom 4. August 2021 bis zum 18. September 2023 als eine der Stellvertreter des ukrainischen Verteidigungsministers diente.

## Leben und Karriere
Maljar wurde in Kiew geboren und absolvierte nach ihrem Schulabschluss ein Studium der Rechtswissenschaften an der Kyiv International University (damals noch unter dem Namen „Internationales Institut für Sprach- und Rechtswissenschaften“), welches sie 2000 abschloss. Im Jahr 2007 erwarb sie sich ebendort die Erlaubnis, als Professorin lehren zu dürfen. 2010 trat sie in den Staatsdienst ein und wurde beim Staatlichen Institut für Zollangelegenheiten die Stellvertretende Leiterin der mit Rechtsangelegenheiten befassten Abteilung. Zwischen 2013 und 2020 lehrte sie an der mit der ukrainischen Richterausbildung befassten Institution zur strafrechtlichen Relevanz von Angriffskriegen und in Kriegsgebieten begangenen Verbrechen.
Als Rechtsanwältin verfasste sie auch mehr als 40 wissenschaftliche Arbeiten zu Themengebieten der Rechtswissenschaften und entwickelte u. a. das Konzept der rechtlichen Auslegung der Ereignisse auf der Krim und in der Ostukraine seit 2014, welches praktische Anwendung in der ukrainischen Rechtsprechung fand.
Im Jahr 2018 nahm sie zusätzlich eine Tätigkeit als Trainerin für strategische Kommunikation beim ukrainischen Inlandsgeheimdienst auf. Seit 2020 arbeitete sie als selbstständige Beraterin des Komitees für Nationale Sicherheit, Verteidigung und nachrichtendienstliche Aufklärung des ukrainischen Parlaments, des Werchowna Rada.
Ihre Ernennung zur Stellvertreterin des Verteidigungsministers erfolgte am 4. August 2021, ihre Entlassung am 18. September 2023.

## Öffentlichkeitswirksamkeit
Mit einigen Äußerungen zum Verlauf des russischen Überfalls auf die Ukraine erlangte sie über die Grenzen der Ukraine hinaus Aufmerksamkeit. So gab sie im Hinblick auf die Schlacht um Bachmut zwei Tage, nachdem die russische Seite behauptet hatte, die Stadt vollständig eingenommen zu haben, zu Protokoll, die Ukraine hielte noch einzelne Teile im Raum rund um das MiG17-Denkmal und bestärkte die Behauptung, es befänden sich noch ukrainische Streitkräfte in Bachmut, am 27. Mai. Bereits vorher äußerte sie beispielsweise Meinungen zur Feuerkraft Russlands, die die ukrainische Feuerkraft angeblich um das Zehnfache übersteigen würde, oder der ihrer Meinung nach nicht gegebenen Notwendigkeit des verpflichtenden Wehrdiensts für Frauen.

## Privates
Maljar ist verheiratet und hat einen Sohn.